# ADO Den Haag in het seizoen 2008/09 (vrouwen)
Het seizoen 2008/2009 is het 2e jaar in het bestaan van de Haagse vrouwenvoetbalclub ADO Den Haag. De club kwam uit in de Eredivisie en heeft deelgenomen aan het toernooi om de KNVB beker.

## Wedstrijdstatistieken

### Eredivisie
|       | AZ    | Willem II | FC Utrecht | FC Twente | sc Heerenveen | Roda JC |
| ----- | ----- | --------- | ---------- | --------- | ------------- | ------- |
| Thuis | 0 – 1 | 1 – 0     | 3 – 2      | 2 – 3     | 4 – 1         | 0 – 0   |
| Uit   | 1 – 0 | 2 – 1     | 0 – 3      | 0 – 1     | 0 – 1         | 2 – 2   |
|       |       |           |            |           |               |         |
| Thuis | 0 – 1 | 2 – 5     | 2 – 2      | 1 – 0     | 3 – 0         | 5 – 0   |
| Uit   | 0 – 1 | 1 – 3     | 1 – 2      | 1 – 1     | 1 – 2         | 0 – 2   |

### KNVB beker
| 2e ronde                             | SV Saestum 2 | 0 – 10 (0 – ?)                             | ADO Den Haag |  |
| Plaats: Zeist Sportpark SV Saestum   |              |                                            | Onbekend     |  |
| Achtste finale                       | AZ           | Afgelast                                   | ADO Den Haag |  |
| Plaats: Alkmaar Sportcomplex 't Lood |              | Alle Eredivisieteams werden teruggetrokken |              |  |

## Statistieken ADO Den Haag 2008/2009

### Eindstand ADO Den Haag Vrouwen in de Eredivisie 2008 / 2009
| Stand | Gespeeld | Gewonnen | Gelijk | Verloren | Punten | Doelpunten voor | Doelpunten tegen | Gele kaarten | Rode kaarten |
| ----- | -------- | -------- | ------ | -------- | ------ | --------------- | ---------------- | ------------ | ------------ |
| 2e    | 24       | 14       | 4      | 6        | 46     | 42              | 24               | –            | –            |

### Topscorers
| #                | Naam                               | Goal |
| ---------------- | ---------------------------------- | ---- |
| 1.               | Lisanne Grimberg                   | 8    |
| 1.               | Renate Jansen                      | 8    |
| 2.               | Jill Wilmot                        | 7    |
| 3.               | Sheila van den Bulk                | 3    |
| 3.               | Elise Tak                          | 3    |
| 3.               | Ilse Witteman                      | 3    |
| 4.               | Esther Scheenaard                  | 2    |
| 4.               | Leonne Stentler                    | 2    |
| 4.               | Sabine Verheul                     | 2    |
| 5.               | Jeanine van Dalen                  | 1    |
| Eigen doelpunten |                                    |      |
| 1.               | Lisanne Schaareman (sc Heerenveen) | 1    |
| Totaal           | Totaal                             | 44   |

| #      | Naam                          | Goal |
| ------ | ----------------------------- | ---- |
| –      | Onbekend (Tegen SV Saestum 2) | 10   |
| Totaal | Totaal                        | 10   |